# Laothoe syriaca
Laothoe syriaca är en fjärilsart som beskrevs av Gehlen. 1932. Laothoe syriaca ingår i släktet Laothoe och familjen svärmare. Inga underarter finns listade i Catalogue of Life.